# Windows 1.0
Windows 1.0 là bản phát hành lớn đầu tiên của Microsoft Windows, họ hệ điều hành đồ họa dành cho máy tính cá nhân được phát triển bởi Microsoft. Nó được phát hành tới các nhà sản xuất tại Hoa Kỳ lần đầu vào ngày 20 tháng 11 năm 1985, trong khi phiên bản tại châu Âu được phát hành với tên gọi Windows 1.02 vào tháng 5 năm 1986.
Quá trình phát triển bắt đầu sau khi Bill Gates, đồng sáng lập Microsoft và cũng là người khởi xướng dự án Windows 1.0, được chứng kiến màn trình diễn của một bộ phần mềm tương tự có tên là Visi On tại COMDEX vào năm 1982. Windows 1.0 được giới thiệu trước công chúng vào tháng 11 năm 1983, nhưng phải tới hai năm sau đó mới được chính thức phát hành. Đây là môi trường điều hành chạy trên MS-DOS dưới dạng một chương trình shell 16-bit có tên là MS-DOS Executive, cung cấp môi trường để chạy các chương trình đồ họa được thiết kế cho Windows cũng như những phần mềm sẵn có trên MS-DOS. Phiên bản đầu tiên của Windows giới thiệu khả năng đa nhiệm và điều hướng bằng chuột, cùng với một số các chương trình có sẵn như Calculator, Paint và Notepad. Trong phiên bản này, các cửa sổ chưa được hỗ trợ xếp chồng mà được sắp xếp ở dạng chia ô. Windows 1.0 sau đó còn có bốn phiên bản phát hành khác với một số cập nhật nhỏ.
Windows 1.0 không nhận được nhiều sự đón nhận nồng nhiệt từ giới chuyên môn; các nhà phê bình cho rằng hệ điều hành này đã không đáp ứng được những kỳ vọng của họ, đồng thời chỉ ra một số điểm cần khắc phục như khả năng tương thích với rất ít phần mềm hay các vấn đề về hiệu suất; ngược lại cũng có một số phản hồi tích cực về những màn trình diễn sản phẩm ban đầu của Microsoft và sự hỗ trợ từ một số nhà sản xuất phần cứng và phần mềm. Bản phát hành cuối cùng của Windows 1.0 là phiên bản 1.04, sau đó nó được kế nhiệm bởi Windows 2.0, được phát hành vào tháng 12 năm 1987. Microsoft đã kết thúc hỗ trợ cho Windows 1.0 vào ngày 31 tháng 12 năm 2001, khiến đây trở thành phiên bản Windows được hỗ trợ lâu nhất.

## Lịch sử phát triển

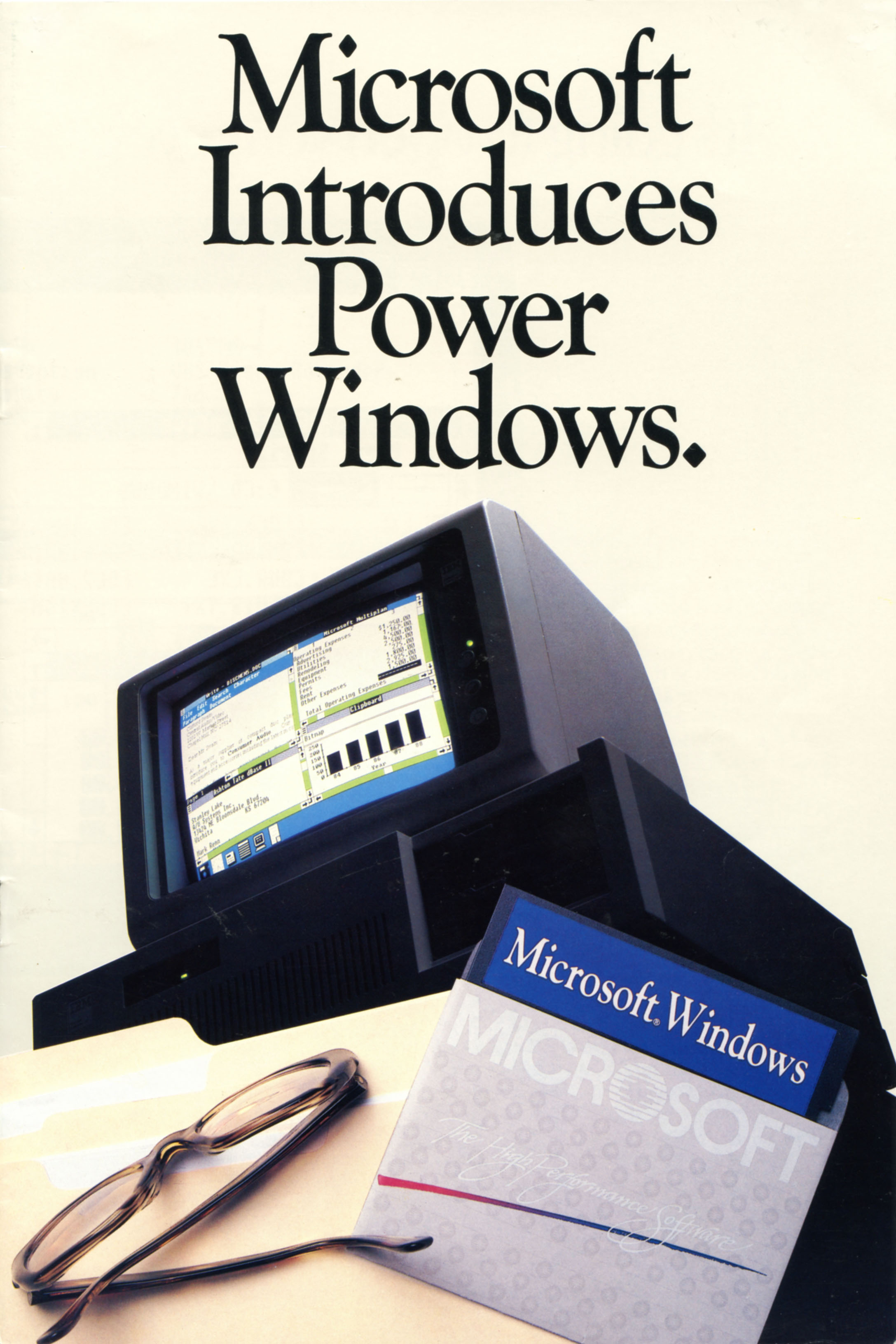
Một tấm brochure về Microsoft Windows 1.0 được xuất bản vào tháng 1 năm 1986

Microsoft đã bắt đầu quan tâm tới việc phát triển một giao diện người dùng đồ họa (GUI) sớm nhất từ năm 1981. Quá trình phát triển Windows bắt đầu sau khi Bill Gates, đồng sáng lập Microsoft và cũng là lead developer của dự án Windows, được chứng kiến Visi On, một bộ phần mềm GUI của VisiCorp dành cho các máy tính tương thích IBM PC, trình diễn tại hội chợ COMDEX năm 1982. Một năm sau đó, Microsoft biết được rằng phần mềm GUI của Apple—cũng là một phần mềm bitmap, được phát triển một phần dựa trên nghiên cứu từ Xerox PARC—đã có những tính năng tiên tiến hơn nhiều; Microsoft quyết định cần phát triển một sản phẩm riêng mang tính khác biệt hoàn toàn. Tháng 8 năm 1983, Gates chiêu mộ Scott A. McGregor, một trong những nhân sự phát triển chủ chốt trong hệ thống cửa sổ ban đầu của PARC, và đưa ông lên vị trí trưởng nhóm phát triển Windows 1.0.
Microsoft lần đầu tiên giới thiệu trước báo giới một chương trình quản lý cửa sổ vào tháng 9 năm 1983. Sản phẩm được trình diễn có giao diện người dùng tương tự như Multiplan với một thanh nhập dòng lệnh ở phía dưới màn hình và chạy được các chương trình của Microsoft vào thời điểm đó. Nó cũng cho thấy khả năng chạy nhiều cửa sổ ứng dụng ở cả hai kiểu xếp chồng và chia ô. Ý tưởng này đã sớm được làm lại để chỉ hỗ trợ chia ô cửa sổ và thay đổi thanh dòng lệnh theo kiểu Multiplan thành thanh menu bên dưới thanh tiêu đề của mỗi cửa sổ. Thiết kế mới được ra mắt công chúng lần đầu tại COMDEX Mùa thu 1983, tổ chức vào tháng 11 năm 1983. Với yêu cầu hệ thống ban đầu là 192 KB RAM và hai ổ đĩa mềm, Microsoft mô tả sản phẩm này là một trình điều khiển thiết bị dành cho MS-DOS 2.0. Bằng cách cho phép các ứng dụng chỉ sử dụng lời gọi hệ thống DOS được chạy đa nhiệm hợp tác trong các cửa sổ chia ô và cho phép các ứng dụng còn lại chạy toàn màn hình, Windows đã ngay lập tức hỗ trợ nhiều ứng dụng và trở nên khác biệt so với cả Visi On và Apple Lisa. Không giống như Visi On, các nhà phát triển Windows không cần sử dụng Unix để phát triển các ứng dụng IBM PC; Microsoft dự định khuyến khích các công ty khác, kể cả những đối thủ, phát triển chương trình cho Windows bằng việc không yêu cầu ứng dụng phải sử dụng giao diện người dùng của Microsoft.
Các nhà sản xuất máy tính MS-DOS như Compaq, Zenith và DEC cũng như các công ty phần mềm như Ashton-Tate và Lotus đều cam kết cung cấp hỗ trợ cho sản phẩm mới này. Sau khi được trải nghiệm trước Windows, tạp chí BYTE vào tháng 12 năm 1983 đã nhận định rằng nó "dường như đem lại khả năng mở rộng, khả năng tái cấu hình và tính di động rất đáng kể cùng với yêu cầu phần cứng và mức giá vừa phải ... Nếu không có thêm những màn ra mắt sản phẩm bất ngờ nào nữa từ một công ty khác, Microsoft Windows sẽ là cuộc thử nghiệm quy mô lớn đầu tiên của thiết kế ẩn dụ bàn làm việc trong tay của những người dùng mục tiêu." Ngay từ những thời điểm đầu trong lịch sử Windows, Gates đã luôn coi đây là tương lai của Microsoft. Ông từng nói với tạp chí InfoWorld vào tháng 4 năm 1984 rằng "chiến lược và nguồn lực của công ty chúng tôi hoàn toàn tập trung cho Windows, giống như cách mà chúng tôi đã tập trung cho những hạt nhân hệ điều hành như MS-DOS và Xenix. Chúng tôi cũng muốn nói rằng chỉ những ứng dụng có thể tận dụng được Windows mới đủ sức cạnh tranh trong tương lai." Đáng chú ý là IBM đã không xuất hiện trong tuyên bố của Microsoft, thậm chí công ty này còn chối bỏ Windows để tạo ra một sản phẩm riêng cho mình có tên là TopView. Tới cuối năm 1984, báo chí bắt đầu bàn luận về một "Cuộc chiến Cửa sổ" giữa Windows, TopView của IBM và Graphics Environment Manager (GEM) của Digital Research. Steve Ballmer thay thế McGregor sau khi ông rời nhóm vào tháng 1 năm 1985.
Microsoft đã cam kết vào tháng 11 năm 1983 rằng sẽ phát hành Windows trước tháng 4 năm 1984. Tuy nhiên, do nhiều chỉnh sửa trong thiết kế mà ngày phát hành Windows đã phải bị lùi lại. Trước khi hệ thống cửa sổ của Windows được phát triển, dự án này từng có thời gian ngắn được gọi bằng tên mã "Interface Manager" (Trình quản lý Giao diện). Microsoft không tập trung nhấn mạnh vào yếu tố đa nhiệm, mà thay vào đó tuyên bố rằng mục đích của Windows, không giống như TopView, là "biến chiếc máy tính trở thành một môi trường giàu đồ họa" trong khi chiếm dụng ít bộ nhớ hơn. Sau khi Microsoft đã thuyết phục được IBM về sự cần thiết phải có một phần mềm GUI, hai công ty đã cùng tuyên bố ra mắt OS/2 và giao diện đồ họa OS/2 Presentation Manager vào tháng 4 năm 1987, với mục đích ban đầu là để thay thế cả MS-DOS và Windows.

### Các phiên bản phát hành
Bản phát hành bán lẻ đầu tiên, Windows 1.01, được ra mắt tại Hoa Kỳ vào ngày 20 tháng 11 năm 1985 với giá 99 USD (~269.00 USD vào năm 2022). Phiên bản tiếp sau đó, 1.02, được phát hành vào tháng 5 năm 1986 chủ yếu cho thị trường châu Âu, cùng với đó là các phiên bản ngôn ngữ khác (ngoài tiếng Anh) của Windows 1.0. Phiên bản Windows 1.03, phát hành vào tháng 8 năm 1986 để thay thế cho cả phiên bản 1.01 tại Hoa Kỳ và phiên bản 1.02 tại châu Âu, đem đến một số cải tiến đồng bộ với bản phát hành quốc tế như đi kèm driver dành cho các mẫu bàn phím ngoài Hoa Kỳ cũng như bổ sung thêm driver cho một số mẫu màn hình và máy in. Phiên bản Windows 1.04, phát hành vào tháng 4 năm 1987, bổ sung hỗ trợ cho các mẫu máy tính IBM PS/2 mới, tuy nhiên lại không cung cấp khả năng hỗ trợ chuột PS/2 hay các chế độ đồ họa VGA mới. Sau đó tới ngày 27 tháng 5 năm 1987, IBM đã phát hành một phiên bản OEM bổ sung hỗ trợ VGA, chuột PS/2, MCGA và driver hiển thị 8514/A. Phiên bản này được IBM phát hành trên 3 chiếc đĩa mềm 720k 3,5 inch và là một phần của các bộ sản phẩm "Personal Publishing System" và "Collegiate Kit". Microsoft đã kết thúc hỗ trợ cho Windows 1.0 vào ngày 31 tháng 12 năm 2001, khiến đây trở thành phiên bản Windows được hỗ trợ lâu nhất.

## Tính năng

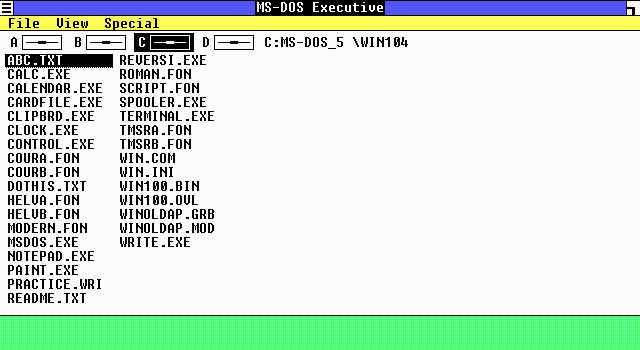
Trình quản lý tập tin MS-DOS

Windows 1.0 được xây dựng trên nhân của MS-DOS, chạy dưới dạng một chương trình shell 16-bit có tên là MS-DOS Executive, cung cấp khả năng đa nhiệm hạn chế cho các chương trình MS-DOS hiện có và tập trung vào xây dựng một mẫu hình tương tác (vòng lặp tin nhắn - message loop), mô hình thực thi và API ổn định cho các chương trình gốc trong tương lai. Môi trường điều hành này hỗ trợ khả năng sử dụng chuột, cho phép người dùng thực hiện các thao tác nhấn và thả. Khác với các phiên bản hệ điều hành Windows hiện đại, người dùng phải nhấn giữ nút trên chuột thì menu được chọn mới hiện lên.
Các tập tin .exe được chạy trong MS-DOS Executive sẽ mở một cửa sổ ứng dụng. Windows 1.0 cũng đi kèm với các chương trình như Calculator, Paint (khi đó có tên là Paintbrush), Notepad, Write, Terminal và Clock. Paint chỉ hỗ trợ đồ họa đơn sắc. Ngoài ra còn có trình quản lý thông tin cá nhân Cardfile, các chương trình quản lý clipboard (Clipboard) và spooler máy in (Print Spooler). Ban đầu Puzzle (ghép hình) và Chess (cờ vua) là những trò chơi được dự định sẽ xuất hiện, tuy nhiên Microsoft đã bỏ ý tưởng này và thay bằng Reversi (cờ Othello) trong bản phát hành thương mại. Trò chơi này xuất hiện trong Windows 1.0 dưới dạng một ứng dụng đi kèm và yêu cầu phải có chuột để điều khiển. Windows 1.0 cũng giới thiệu Control Panel, chương trình dùng để cấu hình các tính năng trong hệ điều hành. Phiên bản này chưa hỗ trợ chồng xếp các cửa sổ; các cửa sổ thay vào đó sẽ được sắp xếp theo kiểu chia ô. Khi một chương trình bị ẩn đi, biểu tượng của nó sẽ xuất hiện trên một dòng nằm ngang ở cạnh dưới màn hình, giống như thanh tác vụ trên các bản Windows hiện nay.
Windows 1.0 cũng bao gồm ba thư viện liên kết động dưới dạng các tập tin nằm trong hệ thống với tên KERNEL.EXE, USER.EXE và GDI.EXE. SDK của Windows 1.0 có chứa các phiên bản gỡ lỗi của những tập tin này, có thể dùng để thay thế cho những tập tin tương ứng trên đĩa cài đặt.(tr) Chương trình cài đặt kết hợp nhiều tập tin hệ thống thành một để Windows có thể khởi động nhanh hơn. Nếu sử dụng tập tin KERNEL.EXE có trong SDK của Windows 1.0, người dùng có thể tạo ra một phiên bản Windows "khởi động chậm" do các tập tin trên đã bị tách ra. KERNEL.EXE là hạt nhân của Windows 1.0, thực hiện các chức năng như xử lý tác vụ, quản lý bộ nhớ và đầu vào/ra của các tập tin, còn hai thư viện liên kết động còn lại là giao diện người dùng (USER.EXE) và Giao diện Thiết bị Đồ họa (GDI.EXE). Môi trường điều hành còn có thể di chuyển đoạn mã và đoạn dữ liệu của chương trình trong bộ nhớ để cho phép các chương trình dùng chung mã và dữ liệu nằm trong các thư viện liên kết động. Windows 1.0 cũng triển khai việc sử dụng kỹ thuật hoán chuyển (swapping) đoạn mã.
Phiên bản 1.02 bổ sung driver cho các mẫu bàn phím châu Âu, cũng như cho một số mẫu màn hình và máy in. Bản phát hành cuối cùng của Windows 1.0 là phiên bản 1.04, cung cấp khả năng hỗ trợ cho các mẫu máy tính IBM PS/2. Nhờ chính sách hỗ trợ tương thích ngược của Microsoft, không những nhiều tệp chương trình nhị phân trên Windows 1.0 có thể chạy được trên các phiên bản hiện tại của Windows, mã nguồn của chúng còn có thể được biên dịch lại thành các ứng dụng "hiện đại" có chức năng tương tự chỉ với một vài tinh chỉnh.
Vào tháng 3 năm 2022, người ta còn phát hiện ra rằng trong phiên bản Windows 1.0 còn có một quả trứng phục sinh liệt kê các nhà phát triển tham gia xây dựng sản phẩm cùng một thông điệp có nội dung "Chúc mừng!".

## Yêu cầu hệ thống
Yêu cầu hệ thống chính thức của Windows 1.0 bao gồm:
|              | Windows 1.01                                                    | Windows 1.03                                                    | Windows 1.04                                                    |
| ------------ | --------------------------------------------------------------- | --------------------------------------------------------------- | --------------------------------------------------------------- |
| CPU          | Bộ xử lý 8088                                                   | Bộ xử lý 8088                                                   | Bộ xử lý 8088                                                   |
| RAM          | 256 KB bộ nhớ                                                   | 320 KB bộ nhớ                                                   | 320 KB bộ nhớ                                                   |
| Lưu trữ      | 2 ổ đĩa mềm hai mặt hoặc 1 ổ đĩa cứng                           | 2 ổ đĩa mềm hai mặt hoặc 1 ổ đĩa cứng                           | 2 ổ đĩa mềm hai mặt hoặc 1 ổ đĩa cứng                           |
| Video        | Adapter CGA, HGC, hoặc EGA                                      | Adapter CGA, HGC, hoặc EGA                                      | Adapter CGA, HGC, EGA, hoặc VGA                                 |
| Hệ điều hành | MS-DOS 2.0                                                      | MS-DOS 2.0 trở lên                                              | MS-DOS 2.0 trở lên                                              |
| Chuột        | Khuyến khích sử dụng một thiết bị trỏ tương thích với Microsoft | Khuyến khích sử dụng một thiết bị trỏ tương thích với Microsoft | Khuyến khích sử dụng một thiết bị trỏ tương thích với Microsoft |

Ngoài các yêu cầu hệ thống tối thiểu, Microsoft cũng khuyến khích bổ sung thêm dung lượng bộ nhớ khi cần sử dụng nhiều ứng dụng hoặc DOS 3.3.

## Đón nhận
Windows 1.0 nhận về những đánh giá trái chiều và ít được giới chuyên môn đón nhận nồng nhiệt. Các nhà phê bình nhận định nền tảng này có tiềm năng phát triển trong tương lai nhưng lại cảm thấy Windows 1.0 chưa thỏa mãn được những kỳ vọng và không thể cạnh tranh được với hệ điều hành GUI của Apple. Nó cũng bị chỉ trích vì hiệu suất chậm chạp và khả năng tương thích với rất ít phần mềm. Các đánh giá phê bình yêu cầu hệ thống khắt khe của Windows 1.0, nhất là khi hệ thống luôn gặp phải những vấn đề về hiệu suất khi chạy nhiều ứng dụng cùng lúc, đồng thời chê trách quyết định khuyến khích người dùng điều hướng bằng chuột, một khái niệm còn khá mới vào thời điểm đó. The New York Times so sánh hiệu suất của Windows trên một hệ thống với 512 KB RAM giống như "rót mật giữa Bắc Cực", và cho rằng thiết kế của nó không đem lại sự linh hoạt cho người dùng bàn phím do phải phụ thuộc vào một giao diện ưu tiên điều hướng bằng chuột. Kết luận lại, Times cảm thấy rằng hiệu suất kém, thiếu phần mềm dành riêng, khả năng tương thích không chắc chắn với các chương trình DOS, và không có đủ hướng dẫn cho người dùng mới là những lý do khiến những phần mềm dựa trên DOS như Borland Sidekick (với khả năng đa nhiệm và bộ ứng dụng tương tự) trở thành lựa chọn phù hợp hơn cho hầu hết người dùng PC.
Theo tạp chí Computerworld, Windows 1.0 chỉ bán được 500.000 bản từ khi phát hành năm 1985 cho tới tháng 4 năm 1987. Giới truyền thông công nghệ ngày nay khi nhìn lại đều coi Windows 1.0 là một thất bại, tuy nhiên tầm quan trọng của nó trong lịch sử của dòng sản phẩm Windows vẫn được ghi nhận. Nathaniel Borenstein (sau này là người phát triển nên tiêu chuẩn MIME) cùng với nhóm IT của mình tại Đại học Carnegie Mellon cũng đã đưa ra những đánh giá tiêu cực về Windows khi được một nhóm đại diện của Microsoft tới giới thiệu sản phẩm này. Với thái độ đánh giá thấp ảnh hưởng về sau của nền tảng này, ông tin rằng so với trình quản lý cửa sổ do nhóm của mình phát triển thì "những anh chàng này đã đem đến một sản phẩm hết sức thảm hại và ngây thơ. Chúng tôi biết là họ sẽ chẳng bao giờ đạt được điều gì cả." The Verge so sánh thái độ đón nhận thờ ơ của người dùng với phiên bản Windows 8 vào năm 2012 giống như những vấn đề mà Microsoft gặp phải ở những bản Windows đầu tiên. Tương tự như cách mà Windows 1.0 chạy trên nền MS-DOS, Windows 8 cũng giới thiệu một kiểu giao diện và phần mềm mới hướng tới một dạng thiết bị giao diện con người mới nổi trên PC, trong trường hợp này là màn hình cảm ứng, chạy trên nền Windows Shell kế thừa từ những phiên bản trước.
Một phiên bản giả lập Windows 1.0 được Microsoft phát hành dưới dạng ứng dụng trên Windows 10 nhằm quảng bá cho mùa thứ 3 của loạt phim truyền hình Cậu bé mất tích trên Netflix.